# Léon-Étienne Duval
Léon-Étienne Duval (ur. 9 listopada 1903 w Chenex, zm. 30 maja 1996 w Algierze), duchowny katolicki francuski, następnie algierski, arcybiskup Algieru, kardynał.

## Życiorys
Studiował w seminarium w Annecy, następnie w Papieskim Seminarium Francuskim w Rzymie. Przyjął święcenia kapłańskie 18 grudnia 1926. W latach 1926–1942 pracował jako duszpasterz w diecezji Annecy, prowadził także zajęcia w tamtejszym seminarium. W 1942 został kanonikiem honorowym w archidiecezji Algier, a także wikariuszem generalnym Algieru. 3 listopada 1946 mianowany biskupem Constantine (Algieria), został konsekrowany 11 lutego 1947; 2 lutego 1954 promowany na arcybiskupa Algieru. W latach 1963–1988 był jednocześnie przewodniczącym Konferencji Episkopatu Afryki Północnej.
Brał udział w obradach Soboru Watykańskiego II (1962-1965). 22 lutego 1965 papież Paweł VI mianował go kardynałem, nadając tytuł prezbitera S. Balbinae. Kardynał Duval uczestniczył w pięciu sesjach Światowego Synodu Biskupów, w tym jako prezydent sesji w 1971; brał także udział w dwóch konklawe w 1978 oraz I sesji plenarnej Kolegium Kardynalskiego w Watykanie w listopadzie 1979. W listopadzie 1983 ukończył 80 lat i utracił prawo czynnego udziału w konklawe, a w kwietniu 1988 złożył rezygnację z rządów archidiecezją Algier.